# Necessidade (filosofia)
Uma proposição necessária é aquela que não pode ser falsa. Podemos contemplar várias possibilidades que descrevem como as coisas poderiam ter sido, mas não são; se uma proposição for verdadeira em todas essas possibilidades, então é verdadeira em todos os mundos possíveis, ou necessariamente verdadeira. 
A noção de 'necessidade' é  alética (do grego 'aleteia, 'verdade') caracteriza o modo de uma proposição ser verdadeira -  o de ser verdadeira em todos os mundos possíveis. 
Podem-se distinguir três grupos de verdades necessárias: 
- lógica
- metafísica
- física

Como a  necessidade metafísica é difícil de definir, acaba por ser definida por contraste com as necessidades lógica e física. Nem todas as necessidades físicas são metafísicas. Uma forma de definir necessidade lógica e física é na forma dos mundos possíveis: p é uma verdade lógica se, e só se, p é verdadeira em todos os mundos possíveis nos quais as leis da lógica obtêm; p é uma necessidade física se, e só se, p é verdadeira em todos os mundos possíveis nos quais as leis da física obtêm. As teorias convencionalistas sugerem que consideremos certas proposições como necessárias por convenção linguística.